# Jeffrey Bowyer-Chapman
Jeffrey Bowyer-Chapman (sinh ngày 21 tháng 10 năm 1984) là một diễn viên và người mẫu thời trang người Canada. Anh được biết đến với sự xuất hiện trong các bộ phim và truyền hình, đặc biệt là vai Jay trong bộ phim truyền hình-hài hước đen tối Lifetime Unreal (2015–2018) và là một trong những giám khảo chính của Canada's Drag Race.

## Đầu đời
Bowyer-Chapman, có họ là gạch nối với họ của bố mẹ nuôi, sinh năm 1984 tại Edmonton, Alberta và được nhận nuôi khi mới 12 ngày tuổi. Em trai ruột của anh là Cleyon Laing, hậu vệ phòng ngự cho Toronto Argonauts. Cha ruột của anh là người Jamaica.
Bowyer-Chapman đã được lớn lên, với một chị gái, ở Rimbey, một thị trấn nhỏ "chủ yếu là người da trắng" với ít hơn 2000 người, theo anh mà người dân trong khu vực gọi là "Texas của phương bắc." Theo Bowyer-Chapman, khu vực này "rất giống dầu khí, nông nghiệp và trang trại" và lớn lên ở đó với tư cách một người đồng tính nam hai chủng tộc giống như "một thí nghiệm xã hội bệnh hoạn." Theo cách nói của mình, anh "tiếp xúc rất nhiều ở độ tuổi rất trẻ và được kỳ vọng sẽ trở nên rất trưởng thành trong những tình huống rất kỳ lạ."
Bowyer-Chapman sống ở Red Deer, Alberta, cho đến tuổi thiếu niên, sau đó anh chuyển đến Vancouver, sau đó bắt đầu đi du lịch như một người mẫu ở tuổi 15 khắp châu Âu, Nam Phi và khắp Bắc Mỹ. Anh lại đến Vancouver ở tuổi 21, đó là khi anh bắt đầu đóng phim truyền hình và điện ảnh. Anh đã thực hiện bộ phim đầu tiên của mình, sau đó chuyển đến New York, sống ở đó bảy năm trước khi chuyển đến Los Angeles vào tháng 9 năm 2016.

## Sự nghiệp
Bowyer-Chapman bắt đầu sự nghiệp người mẫu của mình ở tuổi 15 sau khi bạn bè và giáo viên trong trường thúc đẩy anh theo con đường sự nghiệp đó. Buổi chụp thử đầu tiên của anh là ở Calgary. Anh bắt đầu kiếm tiền kha khá từ công việc này vào khoảng 18 hoặc 19 tuổi, chụp quảng cáo, danh mục và chiến dịch cho thương hiệu như Levi's và American Apparel. Anh được đại diện bởi Wilhelmina Models.
Bên cạnh người mẫu, Bowyer-Chapman cũng bắt đầu sự nghiệp diễn xuất, lần đầu tiên xuất hiện trên màn ảnh trong bộ phim chủ đề đồng tính Shock to the System (2006). Anh được vinh danh là một trong "Năm người đẹp nhất..." trên tạp chí Out năm 2007 "Người tuyệt vời nhất Canada" và được liệt kê trong số đặc biệt năm 2009 của tạp chí Mwinda "10 người châu Phi đẹp nhất trong làng giải trí".  Anh ấy đã làm người mẫu ở nhiều địa điểm bao gồm Hoa Kỳ, Canada, Nam Phi và châu Âu và làm người mẫu trong các chiến dịch quốc tế cho American Apparel và Levi's.
Anh xuất hiện trong loạt phim truyền hình Noah's Arc và The L Word, cũng như bộ phim The Break-Up Artist (2009). Từ năm 2009 đến năm 2011, Bowyer-Chapman đã có một vai diễn định kỳ trong loạt phim Syfy, Stargate Universe.
Năm 2012, anh đóng vai chính cùng với Jussie Smollett trong bộ phim hài lãng mạn-chính kịch có chủ đề LGBT của Patrik-Ian Polk, The Skinny. Năm 2015, anh bắt đầu đóng vai chính cùng với Constance Zimmer và Shiri Appleby trong bộ phim truyền hình-hài đen tối Lifetime được giới phê bình đánh giá cao Unreal, đóng vai Jay, một nhà sản xuất truyền hình thực tế đồng tính. Năm 2016, Bowyer-Chapman xuất hiện trong bộ phim hài Dirty Grandpa.
Vào năm 2018, Bowyer-Chapman đã tham gia vào dàn diễn viên của loạt phim tuyển tập FX American Horror Story cho mùa thứ tám, có phụ đề là Apocalypse.
Vào tháng 9 năm 2019, anh được công bố là một trong ba giám khảo thường trực của Canada's Drag Race, phiên bản Canada của RuPaul's Drag Race.

## Đời tư
Bowyer-Chapman đã công khai là người đồng tính trong một cuộc phỏng vấn năm 2016.

## Các phim đã tham gia

### Film
| Năm  | Tựa phim              | Vai             | Ghi chú       |
| ---- | --------------------- | --------------- | ------------- |
| 2006 | Shock to the System   | Levon           |               |
| 2007 | I Know What I Saw     | Marco           | Phim điện ảnh |
| 2007 | The Brown Bag Mystery | Justin          | Phim ngắn     |
| 2008 | On the Bus            | Jeremy          | Phim ngắn     |
| 2009 | Encounter with Danger | Mr. Gaitan      | Phim điện ảnh |
| 2009 | The Break-Up Artist   | Steven          |               |
| 2010 | Another Brief Moment  | Trevor          | Phim ngắn     |
| 2010 | Dear Mr. Gacy         | Male hustler    |               |
| 2012 | The Skinny            | Joey            |               |
| 2012 | Grave Encounters 2    | Vlogger         |               |
| 2013 | Lucille's Ball        | Walter          |               |
| 2015 | Stray                 | Alex            | Phim ngắn     |
| 2016 | Dirty Grandpa         | Bradley         |               |
| 2016 | Tao of Surfing        | Val Stone       |               |
| 2017 | Love by the 10th Date | Freddy Mitchell | Phim điện ảnh |
| 2019 | Falling Inn Love      | Dean            |               |

### Truyền hình
| Năm       | Tựa phim                          | Vai                | Ghi chú                                  |
| --------- | --------------------------------- | ------------------ | ---------------------------------------- |
| 2006      | Stargate SG-1                     | Server             | Tập: "Memento Mori"                      |
| 2006      | Noah's Arc                        | Brandy's Assistant | Tập: "Under Pressure"                    |
| 2007      | The Virgin of Akron, Ohio         | Brick              | Unsold pilot                             |
| 2007      | The L Word                        | Cowboy             | Tập: "Livin' La Vida Loca"               |
| 2009–2011 | Stargate Universe                 | Pvt. Darren Becker | Recurring role, 19 tập                   |
| 2011      | Fairly Legal                      | Server             | Tập: "Coming Home"                       |
| 2011      | Warehouse 13                      | Jalapeño           | Tập: "Trials"                            |
| 2009–2012 | Iron Man: Armored Adventures      | Black Panther      | Voice, 4 tập                             |
| 2013      | Hatfields & McCoys                | Owen Rodney        | Unsold pilot                             |
| 2015–2018 | UnREAL                            | Jay                | Series regular                           |
| 2017      | RuPaul's Drag Race                | Guest judge        | Tập: Mùa 9, Good Morning Bitches, tuần 4 |
| 2018      | RuPaul's Drag Race: All Stars     | Guest judge        | Tập: Mùa 3, The B*tchelor, tuần 3        |
| 2018      | American Horror Story: Apocalypse | Andre Stevens      | 3 tập                                    |
| 2020–     | Canada's Drag Race                | Giám khảo          |                                          |
| 2020      | RuPaul's Drag Race: All Stars     | Guest judge        | Tập: Mùa 5, Snatch Game of Love, week 5  |